# Verdi-Quartett
Das Verdi-Quartett ist ein deutsches Streichquartett. Es wurde 1985 in Köln gegründet.
Es erfuhr wesentliche künstlerische Impulse durch das Amadeus-Quartett, bei dem es studierte, sowie beim Shostakovich-Quartett und dem Melos Quartett.
Es konzertiert auf den großen Festivals wie Schwetzinger Festspiele, Ludwigsburger Schlossfestspiele, in Zermatt, bei dem Mozart-Festival im französischen Lille und dem Orlando-Festival in Kerkrade oder auch dem Oregon Bach Festival in Eugene, wo das Ensemble als Quartet-in-residence wirkte.
Aufnahmen auf Tonträgern sind vorwiegend beim Hänssler Verlag und beim Label cpo erschienen. Seit 2003 hat es die künstlerische Leitung des Festivals vielsaitig  in Füssen.

## Besetzung
- Susanne Rabenschlag, 1. Violine
- Matthias Ellinger, 2. Violine
- Karin Wolf, Viola
- Zoltan Paulich, Violoncello